# Erika Dobosiewicz

Erika Dobosiewicz in concerto

Erika Dobosiewicz (Varsavia, 5 novembre 1967 – Città del Messico, 30 marzo 2023) è stata una violinista e musicista polacca naturalizzata messicana.

## Biografia

### Origini
Nata a Varsavia, proveniva da una famiglia di famosi musicisti e decise di continuare la tradizione di famiglia; si trasferì in Messico nella prima infanzia. 
Era nota anche per la sua padronanza di numerose lingue: parlava la sua lingua madre (polacco) e spagnolo in modo fluente, francese, slesiano, nahuatl e un poco di italiano.

### Carriera
Come solista e in formazioni cameristiche si esibì in concerti in Europa, Giappone, Sudamerica e Canada. La sua attività come solista fu sviluppata con importanti orchestre in Polonia, con l'Orchestra Sinfonica della Radio di Berlino, in Germania, e con l'Orchestra Sinfonica di Oshawa-Durham, in Canada.
Si esibì in festival internazionali ed in Messico. Partecipò anche al Festival Bach Johann Sebastian Internazionale a Trujillo, in Perù.

### Decesso
Erika Dobosiewicz è morta nel 2023, per un cancro alle ovaie.

## Vita privata
Ebbe due figli.